# Clasificación de OFC para la Copa Mundial de Fútbol de 2006
La clasificación de la OFC para la Copa Mundial de Fútbol de 2006 fue realizada para definir al representante de Oceanía para competir por un cupo a dicho torneo, que se realizó en Alemania. 12 equipos pertenecientes a la OFC iniciaron este proceso.
La competición comenzó a principios del año 2004 y se definió en septiembre de 2005. El ganador jugó un repechaje contra el quinto clasificado de la Conmebol y el ganador de estos partidos de ida y vuelta participará en el Mundial.
Tras derrotar a las Islas Salomón, Australia clasificó al repechaje intercontinental y debió enfrentarse a Uruguay. Luego de dos partidos en que los locales respectivamente ganaron por 1–0, Australia se impuso en una tanda de tiros penales por 4:2 en Sídney y logró clasificar a la Copa Mundial de Fútbol, siendo ésta la última ocasión en la que Australia participa en las eliminatorias de Oceanía ya que en 2005 solicitaron el traspaso a la AFC quedando oficialmente inscriptos en enero del 2006.

## Primera fase
Australia y Nueva Zelanda pasan directamente a la Segunda ronda. Los 10 equipos restantes se dividen en dos grupos de 5 equipos. En cada grupo se realiza un torneo de partido simple realizado en dos sedes, una por grupo (Honiara, Islas Salomón y Apia, Samoa). Los dos primeros lugares de cada grupo pasan a segunda ronda. Esta parte formó parte del proceso clasificatorio para la Copa de las Naciones de la OFC 2004

### Grupo 1
| Equipo          | Pts | PJ | PG | PE | PP | GF | GC | GD  |
| --------------- | --- | -- | -- | -- | -- | -- | -- | --- |
| Islas Salomón   | 10  | 4  | 3  | 1  | 0  | 14 | 1  | +13 |
| Tahití          | 8   | 4  | 2  | 2  | 0  | 5  | 1  | +4  |
| Nueva Caledonia | 7   | 4  | 2  | 1  | 1  | 16 | 2  | +14 |
| Tonga           | 3   | 4  | 1  | 0  | 3  | 2  | 17 | -15 |
| Islas Cook      | 0   | 4  | 0  | 0  | 4  | 1  | 17 | -16 |

| Fecha              | Lugar   |                 |                                | Resultado |                                |                 |
| ------------------ | ------- | --------------- | ------------------------------ | --------- | ------------------------------ | --------------- |
| 10 de mayo de 2004 | Honiara | Islas Salomón   |                                | 6:0 (2:0) | Bandera de Tonga.              | Tonga           |
| 10 de mayo de 2004 | Honiara | Tahití          | Bandera de Polinesia Francesa. | 2:0 (1:0) |                                | Islas Cook      |
| 12 de mayo de 2004 | Honiara | Islas Salomón   |                                | 5:0 (3:0) |                                | Islas Cook      |
| 12 de mayo de 2004 | Honiara | Tahití          | Bandera de Polinesia Francesa. | 0:0       | Bandera de Francia.            | Nueva Caledonia |
| 15 de mayo de 2004 | Honiara | Tonga           | Bandera de Tonga.              | 2:1 (0:0) |                                | Islas Cook      |
| 15 de mayo de 2004 | Honiara | Islas Salomón   |                                | 2:0 (2:0) | Bandera de Francia.            | Nueva Caledonia |
| 17 de mayo de 2004 | Honiara | Nueva Caledonia | Bandera de Francia.            | 8:0 (6:0) |                                | Islas Cook      |
| 17 de mayo de 2004 | Honiara | Tahití          | Bandera de Polinesia Francesa. | 2:0 (1:0) | Bandera de Tonga.              | Tonga           |
| 19 de mayo de 2004 | Honiara | Nueva Caledonia | Bandera de Francia.            | 8:0 (4:0) | Bandera de Tonga.              | Tonga           |
| 19 de mayo de 2004 | Honiara | Islas Salomón   |                                | 1:1 (0:1) | Bandera de Polinesia Francesa. | Tahití          |

### Grupo 2
| Equipo            | Pts | PJ | PG | PE | PP | GF | GC | GD  |
| ----------------- | --- | -- | -- | -- | -- | -- | -- | --- |
| Vanuatu           | 10  | 4  | 3  | 1  | 0  | 16 | 2  | +14 |
| Fiyi              | 9   | 4  | 3  | 0  | 1  | 19 | 5  | +14 |
| Papúa Nva. Guinea | 7   | 4  | 2  | 1  | 1  | 17 | 6  | +11 |
| Samoa             | 3   | 4  | 1  | 0  | 3  | 5  | 11 | -6  |
| Samoa Americana   | 0   | 4  | 0  | 0  | 4  | 1  | 34 | -33 |

| Fecha              | Lugar |                    |                                | Resultado  |                                |                    |
| ------------------ | ----- | ------------------ | ------------------------------ | ---------- | ------------------------------ | ------------------ |
| 10 de mayo de 2004 | Apia  | Papúa Nueva Guinea | Bandera de Papúa Nueva Guinea. | 1:1 (0:0)  |                                | Vanuatu            |
| 10 de mayo de 2004 | Apia  | Samoa              |                                | 4:0 (2:0)  |                                | Samoa Americana    |
| 12 de mayo de 2004 | Apia  | Samoa Americana    |                                | 1:9 (1:3)  |                                | Vanuatu            |
| 12 de mayo de 2004 | Apia  | Fiyi               | Bandera de Fiji.               | 4:2 (2:2)  | Bandera de Papúa Nueva Guinea. | Papúa Nueva Guinea |
| 15 de mayo de 2004 | Apia  | Fiyi               | Bandera de Fiji.               | 11:0 (7:0) |                                | Samoa Americana    |
| 15 de mayo de 2004 | Apia  | Samoa              |                                | 0:3 (0:1)  |                                | Vanuatu            |
| 17 de mayo de 2004 | Apia  | Samoa Americana    |                                | 0:10 (0:7) | Bandera de Papúa Nueva Guinea. | Papúa Nueva Guinea |
| 17 de mayo de 2004 | Apia  | Samoa              |                                | 0:4 (0:1)  | Bandera de Fiji.               | Fiyi               |
| 19 de mayo de 2004 | Apia  | Fiyi               | Bandera de Fiji.               | 0:3 (0:1)  |                                | Vanuatu            |
| 19 de mayo de 2004 | Apia  | Samoa              |                                | 1:4 (0:2)  | Bandera de Papúa Nueva Guinea. | Papúa Nueva Guinea |

## Segunda fase
Esta etapa se realizó en el contexto del torneo final de la Copa de las Naciones de la OFC de 2004. Allí, se enfrentaron Islas Salomón, Tahití (ganadores del grupo 1), Fiyi, Vanuatu (ganadores del grupo 2),  Australia y Nueva Zelanda, los cuales ya estaban clasificados automáticamente a esta fase.
Los partidos se disputaron entre el 29 de mayo y el 6 de junio de 2004 en la ciudad australiana de Adelaida.
Los dos primeros puestos disputan la clasificación para la repesca de la Copa Mundial de Fútbol de 2006, además de disputar la final de la Copa de las Naciones de la OFC. Se realizaron dos partidos distintos para definir al campeón y a quién disputaría el repechaje. Para el resultado del torneo continental, véase Final de la Copa de las Naciones de la OFC 2004.
| Pos. | Equipo            | Pts. | PJ | G | E | P | GF | GC | Dif. | Clasificación |   | AUS | SOL | NZL | FJI | TAH  | VAN |
| ---- | ----------------- | ---- | -- | - | - | - | -- | -- | ---- | ------------- | - | --- | --- | --- | --- | ---- | --- |
| 1    | Australia (C, A)  | 13   | 5  | 4 | 1 | 0 | 21 | 3  | +18  | Ronda Final   |   | —   | 2–2 | 1–0 | 6–1 | 9–0  | 3–0 |
| 2    | Islas Salomón (A) | 10   | 5  | 3 | 1 | 1 | 9  | 6  | +3   | Ronda Final   |   | —   | —   | —   | —   | 4–0  | 1–0 |
| 3    | Nueva Zelanda (E) | 9    | 5  | 3 | 0 | 2 | 17 | 5  | +12  |               |   | —   | 3–0 | —   | —   | 10–0 | 2–4 |
| 4    | Fiyi (E)          | 4    | 5  | 1 | 1 | 3 | 3  | 10 | −7   |               | — | 1–2 | 0–2 | —   | 0–0 | 1–0  |     |
| 5    | Tahití (E)        | 4    | 5  | 1 | 1 | 3 | 2  | 24 | −22  |               | — | —   | —   | —   | —   | 2–1  |     |
| 6    | Vanuatu (E)       | 3    | 5  | 1 | 0 | 4 | 5  | 9  | −4   |               | — | —   | —   | —   | —   | —    |     |

 Fuente: 

## Ronda final de la clasificación
| Equipo 1      | Agr. | Equipo 2  | Ida | Vuelta |
| ------------- | ---- | --------- | --- | ------ |
| Islas Salomón | 1–9  | Australia | 0-7 | 1-2    |

| 3 de septiembre de 2005 | Australia                                                                                 | 7:0 (3:0) | Islas Salomón | Estadio Telstra, Sídney                                            |                                                                    |
|                         | Culina 21' · Viduka 37', 43' · Cahill 57' · Chipperfield 64' · Thompson 68' · Emerton 89' |           |               | Asistencia: 16.000 espectadores Árbitro(s): Subkhiddin Mohd Salleh | Asistencia: 16.000 espectadores Árbitro(s): Subkhiddin Mohd Salleh |

| 6 de septiembre de 2005 | Islas Salomón       | 1:2 (0:1) | Australia                         | Lawson Tama, Honiara                                       |                                                            |
|                         | Fa'arodo 49' (pen.) |           | Thompson 17' (pen.) · Emerton 59' | Asistencia: 16.000 espectadores Árbitro(s): Shamsul Maidin | Asistencia: 16.000 espectadores Árbitro(s): Shamsul Maidin |

## Repesca Intercontinental
| 12 de noviembre de 2005, 21:00 (UTC-3) | Uruguay          | 1:0 (1:0) | Australia | Estadio Centenario, Montevideo                              |                                                             |
|                                        | D. Rodríguez 37' | Reporte   |           | Asistencia: 55.000 espectadores Árbitro(s): Claus Bo Larsen | Asistencia: 55.000 espectadores Árbitro(s): Claus Bo Larsen |

| 16 de noviembre de 2005, 20:00 (UTC+11) | Australia                                    | 1:0 (1:0, 1:0) (t. s.)(4:2 p.) | Uruguay                                             | Estadio Telstra, Sídney                                      |                                                              |
|                                         | Bresciano 35'                                | Reporte                        |                                                     | Asistencia: 82.698 espectadores Árbitro(s): Medina Cantalejo | Asistencia: 82.698 espectadores Árbitro(s): Medina Cantalejo |
|                                         |                                              | Tiros desde el punto penal     |                                                     |                                                              |                                                              |
|                                         | Kewell · Neill · T. Vidmar · Viduka · Aloisi |                                | D. Rodríguez · G. Varela · F. Estoyanoff · Zalayeta |                                                              |                                                              |

## Clasificado
| Bandera de Australia |
| Australia            |
| -------------------- |